# Rebekka Salm
Rebekka Salm (* 1979 in Liestal) ist eine Schweizer Schriftstellerin.

## Lebensweg
Salm studierte Islamwissenschaften und Geschichtswissenschaft in Basel und Bern. Neben der schriftstellerischen Tätigkeit arbeitet sie als Texterin, Moderatorin und in der Erwachsenenbildung. Sie ist Mutter einer Tochter und lebt in Olten.

## Auszeichnungen
- 2019 gewann sie den Schreibwettbewerb des Schweizer Schriftstellerwegs mit der Geschichte D’Eggsfrau.[3] Ihre Siegergeschichte wurde zwei Jahre später im Buch «Das Schaukelpferd in Bichsels Garten» (Knapp Verlag) veröffentlicht.[4]

## Werke
- Die Dinge beim Namen. Knapp Verlag, Olten 2022, ISBN 978-3-907334-00-3.

## Rezeption
Ihr Debütroman wurde aufgrund der Thematik von Vergewaltigung und häuslicher Gewalt der #MeToo-Bewegung zugeordnet und überwiegend positiv bewertet. Er stand von Mai bis Juli 2022 auf der SRF-Bestenliste und wurde zum Beispiel beim Literaturstammtisch in der Sendung Buchzeichen von SRF und im St. Galler Tagblatt rezipiert.